# Čaplje
Čaplje falu Bosznia-Hercegovinában, a Bosznia-hercegovinai Föderáció Una-Szanai kantonjában, Sanski Most községben. 

## Fekvése
Bosznia-Hercegovina északnyugati részén, Bihácstól légvonalban 66, közúton 90 km-re keletre, Sanski Most központjától légvonalban 5, közúton 6 km-re délkeletre fekvő sík területen, a termékeny Szanai-síkság (Sansko polje) déli részén fekszik. 

## Népessége
| Nemzetiségi csoport | Népesség 1991 | Népesség 2013 |
| ------------------- | ------------- | ------------- |
| Szerb               | 226           | 7             |
| Bosnyák             | 1166          | 1248          |
| Horvát              | 5             | 0             |
| Jugoszláv           | 6             | 0             |
| Egyéb               | 17            | 9             |
| Összesen            | 1420          | 1264          |

## Története
A történelem előtti időkben a mai Čaplje területén egy őskori erőd, majd ugyanezen a helyen egy kora középkori erőd állt. Čapljét a középkorban Čaplinak hívták, és Donji Kraj részeként Mren megyéhez tartozott. 1914-ben egy ókeresztény lámpa töredékét találták meg itt, mely a késő ókori hitélet itteni bizonyítéka.
1463-ban megszállta a török és a Kamengradi náhije része lett. Čaplje 1878-ig az Oszmán Birodalomhoz tartozott, majd osztrák-magyar uralom alá került. Az első osztrák-magyar népszámláláskor 1879-ben 416 lakosából 346 muszlim és 70 ortodox volt. Čaplje Donje, Čaplje Gornje, Čaplje Srpsko, Johovac, Kazić-Brdo és Sastavci településrészekből állt. 1910-ben 640 lakosa volt. Az osztrák-magyar uralom alatt Sanski Most környékén nem voltak ipari létesítmények. A vasérc bányászata és olvasztása fokozatosan csökkent, majd megszűnt. Teherhajók a Szanán kevesen voltak, és a vasút megjelenésével ezek is eltűntek. A Steinbeis cég, amely a grmeči erdőket is kitermelte Sanski Mostban és Čapljéban is rönklerakó telepet működtetett. A Sanička feletti erdőkből a rönköket lovakkal a Sanica-folyóhoz vontatták, és annak mentén a partról dolgozó munkások segítségével a Čaplje közelébe, azaz a Dabar és a Szana folyó találkozásánál Szana folyó gátjához szállították. Ott a munkások, akiket spiavarinak hívtak, a gát alatt tutajokká kötötték össze a rönköket, és velük lehajóztak a Szana folyón az Una és a Száva menti célállomásra. A Grmeč-hegységben a cégnek több kisvasútja is működött a fa szállítása céljából. A fennmaradt dokumentumok szerint Bosznia-Hercegovina 40 éves osztrák-magyar fennhatósága alatt mindössze egyetlen sztrájk volt a megyében, čapljei üzem és a Sanski Most-i kézművesek sztrájkja 1906-ban, mely a bosznia-hercegovinai munkások általános sztrájkjának évében lángolt fel. Tominán 1921. augusztus 6-án alakult meg földműves szövetkezet, mely 1941-ig működött, és amelyhez Čaplje földművesei is tartoztak. 1918-ban az Osztrák-Magyar Monarchia széthullásával Jugoszlávia része lett.
A mintegy 260 háztartást magában foglaló čapljei muszlim gyülekezet egy mecsettel rendelkezik, amelyet eredetileg 1987-ben építettek, majd 1992-ben a falut megszálló szerb csapatok rombolták le. 2001-ben újjáépítették. Az állandó imám szolgálatot ebben a gyülekezetben a következő imámok végezték: Alija Nurkić, Džemal Pindzo, Sulejman Kuburić és Ibrahim Hasić efendi, aki a gyülekezet jelenlegi imámja. a gyülekezetnek az említett mecseten kívül egy iskolája, egy imámháza, egy sportpályája, egy gasulhanája és 11 temetője van. A lužani gyülekezetet, amelynek mecsetét 1948-ban bontották le, az 1950-es években csatolták a čapljei gyülekezethez.

## Oktatás
Čapljében 1947-ben az iskola a muszlim gyülekezet mektebjében, majd egy magánházban nyílt meg. 1958-ban új iskolaépületbe költözött, melyben két tanterem és egy tanári lakás is volt. 1969-ben az épület megsérült. 1978-ban új iskola épült két tanteremmel, de tanári lakás nélkül. 1972-ig öt-hat évfolyamos iskola volt. 1963. január 1-jén az általános iskolákat központosították, de 1960/61 körül már időközben ez az iskola a Sanski Most-i Hasan Kikić általános iskola fiókiskolája lett. 1985/86-ban az iskolának 4 osztályban 106 tanulója volt, a két összevont osztályban 66 tanuló volt.

## Nevezetességei
- Gradina – ókori és középkori erőd maradványai.

- A falu mecsete 1987-ben épült, 1992-ben a boszniai háború idején lerombolták, majd a háború után 2001-ben újjáépítették.